# Kriegserklärung der Vereinigten Staaten an das Vereinigte Königreich 1812
Die Kriegserklärung der Vereinigten Staaten an das Vereinigte Königreich 1812 fand am 18. Juni 1812 während der napoleonischen Kontinentalsperre statt.

## Vorgeschichte
Im Jahre 1812 kulminierten jahrelange Spannungen zwischen den Vereinigten Staaten und dem Vereinigten Königreich. In einer Rede vom 1. Juni 1812 nannte der US-amerikanische Präsident James Madison folgende Gründe, die aus seiner Sicht einen Britisch-Amerikanischen Krieg rechtfertigten:
- Die Zwangsrekrutierung (impressment) US-amerikanischer Seeleute in die britische Kriegsmarine (Royal Navy).
- Übergriffe britischer Kriegsschiffe gegen US-amerikanische Schiffe.
- Die britische Blockade US-amerikanischer Häfen, um Handel mit dem von Napoleon besetzten Europa zu unterbinden.
- Die Weigerung der britischen Regierung, ein Verbot aufzuheben, das den neutralen USA angesichts der napoleonischen Kontinentalsperre den Handel mit den europäischen Staaten untersagte.
- Die angebliche Aufstachelung von Indianervölkern zu Gewaltakten gegen die USA.

## Proklamation
Am 18. Juni 1812 verabschiedete der Kongress der Vereinigten Staaten eine Kriegserklärung an das Vereinigte Königreich:

„EINE PROKLAMATION DES PRÄSIDENTEN DER VEREINIGTEN STAATEN VON AMERIKA
Da der Kongress der Vereinigten Staaten aufgrund der ihm übertragenen konstituierten Befugnisse durch sein Bundesgesetz vom 18. dieses Monats erklärt hat, dass Krieg zwischen dem Vereinigten Königreich von Großbritannien und Irland sowie seiner Abhängigkeiten und den Vereinigten Staaten von Amerika samt deren Territorien herrscht:
Erkläre nun ich, James Madison, Präsident der Vereinigten Staaten von Amerika, dasselbe an jeden den dies betrifft; Und ich befehle ausdrücklich allen Personen, welche zivile oder militärische Ämter unter der Autorität der Vereinigten Staaten von Amerika bekleiden, wachsam und eifrig bei der Erfüllung der damit verbundenen Pflichten zu sein; Und ich ermahne all die treuen Bürger der Vereinigten Staaten, da sie ihr Land lieben, da sie das kostbare Erbe der Tugend und Tapferkeit ihrer Väter schätzen, da sie das Unrecht spüren welches ihnen den letzten Ausweg einer verletzten Nation auferlegt hat und während sie unter dem Segen der Göttlichen Vorsehung die besten Wege suchen, um ihr Unglück abzumildern, dass sie sich bemühen, die Ordnung zu bewahren, Eintracht zu fördern, die Autorität und Wirksamkeit der Gesetze aufrechtzuerhalten, alle Maßnahmen zu unterstützen und zu stärken, die von den konstituierten Behörden ergriffen werden können, um einen schnellen, gerechten und ehrenhaften Frieden zu erreichen.
Als Zeugnis, wovon ich hier, mit meiner eigenen Hand, das Siegel der Vereinigten Staaten angefügt habe.
Washington, am 19. Juni 1812, im Sechsunddreißigsten Jahr der Unabhängigkeit der Vereinigten Staaten vom Präsidenten:
JAMES MADISON.
JAMES MONROE,
Außenminister.“

## Folgen
Die Vereinigten Staaten versuchten über die Grenze Kanadas zu stoßen, scheiterten dabei jedoch in mehreren vernichtenden Niederlagen. Da die Briten jedoch auch kein Interesse an einem großen Krieg hatten und mit Napoleon in Europa beschäftigt waren, wurde sich nach zwei Jahren und sechs Monaten auf einen Friedensvertrag geeinigt, welcher den Vorkriegszustand wieder herstellte (Status quo ante bellum).
Die Vereinigten Staaten hatten ca. 17.000 Gefallene und Tote durch Krankheit oder Verwundung zu beklagen, die Briten um die 5.000.